# 隘寮 (南投縣)
隘寮，原寫為隘藔，是台灣南投縣集集鎮的一個傳統地域名稱，位於該鎮西部。相較於今日行政區，其範圍大致包括隘寮里、田寮里。

## 歷史
台灣清治末期至日治初期，隘寮地區為一街庄，稱為「隘藔庄」，隸屬於沙連下堡。該庄西北與番仔藔庄為鄰，北與後藔庄為鄰，東邊為集集街、林尾庄，南邊隔濁水溪與後埔仔庄為界，西邊為濁水庄。
1901年（日治明治三十四年）11月，全台廢縣廳改設二十廳，該庄隸屬於南投廳。1903年（明治三十六年）6月，該庄編入「集集區」，隸屬於南投廳。1909年（明治四十二年）10月，合併二十廳為十二廳，集集區仍隸屬於南投廳。1920年（大正九年），全台地方制度大改正，廢十二廳改設五州二廳，該庄改制並雅化為「隘寮」大字，隸屬於臺中州新高郡集集街。
戰後集集街改制為集集鎮，隸屬於臺中縣，大字亦改制為里。1950年7月，集集鎮拆分出水里鄉，本地區仍屬於集集鎮。同年10月，中、彰、投分治，集集鎮改隸屬南投縣。

## 聚落
本地區發展較早的聚落有草嶺、田藔、大石公、茄苳坑、古亭笨、隘藔、大坵園等，在日治期初期的官方地圖上已有記載。此外，本地區尚有東勢坑、草嶺頂、下楓子林、龍泉、隘寮埔、共和、樂園等聚落。

## 交通
台鐵集集線是二水經集集至車埕的支線鐵路，大致以西微南—東微北走向轉西北—東南走向蜿蜒經過隘寮地區中部偏南地帶。境內設有龍泉車站，只停靠區間車。由此向西微南可前往二水車站轉往台鐵沿線各站；向東南轉東北再轉東南再轉東可前往集集、水里、車埕等站。
省道台16線是名間鄉名間至信義鄉合流坪的幹道，大致以西北西—東南東走向轉西南西—東北東走向再轉西北—東南走向再轉西向東經過本地區南部。由該道路向西北西可前往濁水並止於省道台3線路口；向東可前往林尾、集集南部、柴橋頭南部、社子地區的水里市區、拔社埔、地利並止於合流坪。
鄉道投54線（民生路）是磨仔坑至水里的道路，大致以西微南—東微北走向轉西北西—東南東走向再轉西南西—東北東走向再轉西北—東南走向蜿蜒經過本地區中部偏南地帶，並大部分位於台鐵集集線與省道台16線之間。由該道路向西微南可前往濁水地區的磨仔坑並止於省道台16線路口；向東南轉東北經兩個髮夾彎後可前往林尾、集集、柴橋頭、社子地區的水里市區並止於省道台16線另一路口暨縣道131號終點路口。

## 學校
- 隘寮國小